# Кузнецов, Гарольд Дмитриевич
Гаро́льд Дми́триевич Кузнецо́в (август 1923, Арзамас, Нижегородская губерния, РСФСР, СССР — 17 октября 1958, близ станции Апнерка, Вурнарский район, Чувашская АССР, РСФСР, СССР) — советский лётчик, командир экипажа Ту-104А, потерпевшего катастрофу 17 октября 1958 года.

## Биография
В 1941 году призван в Красную армию, с 1944 года участвовал в боевых действиях в качестве лётчика на самолётах ЛИ-2 и С-47 в 3-м авиатранспортном Виленском полку 10-й гвардейской авиатранспортной дивизии ГВФ. Совершил 231 боевой самолёто-вылет на линию фронта. В 1945 году награждён орденом Красной Звезды.

### Гибель
17 октября 1958 года новый Ту-104А с бортовым номером CCCP-42362, управлявшийся экипажем Гарольда Кузнецова, выполнял рейс Пекин — Омск — Москва. В салоне находилась делегация китайских и северокорейских комсомольских активистов.
По причине плохой погоды в Москве и на запасном аэродроме Горький диспетчер приказал разворачиваться и следовать в пригодный для посадки Свердловск. Во время разворота на высоте 10 000 метров самолёт попал в зону сильной турбулентности и произошёл «подхват» — самопроизвольное, не контролируемое экипажем увеличение угла тангажа. Самолёт ушел с эшелона вверх, набрав дополнительно до двух километров высоты, потерял скорость, свалился на крыло и вошёл в штопор. Ранее по этой же причине уже потерпел катастрофу ещё один Ту-104.
В возникшей ситуации экипаж сделал всё возможное для спасения самолёта, но нехватка хода руля высоты не позволила вывести машину в горизонтальный полёт. Даже когда стало понятно, что самолёт обречён, командир экипажа Гарольд Кузнецов продолжал без паники, чётко комментировать всё происходящее и приказал бортрадисту транслировать его слова на землю. Самолёт упал в Вурнарском районе Чувашии. Погибли 71 пассажир и 9 членов экипажа.
Благодаря полученной с борта самолёта информации причины катастрофы были определены, и в конструкцию лайнера были внесены необходимые изменения (было принято решение ограничить эшелоны полётов самолётов Ту-104 до 9000 м, уменьшить допустимую предельно заднюю центровку, расширить диапазон углов отклонения руля высоты и уменьшить угол установки стабилизатора), что исключило подобные случаи в дальнейшем.
Гарольд Кузнецов похоронен в 1958 году вместе с экипажем самолёта Ту-104А на Новом Донском кладбище в Москве.

## Память
- Надгробный памятник-бюст Гарольду Кузнецову был открыт на Новом Донском кладбище Москвы;
- Имя Гарольда Кузнецова было нанесено на аннотационной доске к авиапамятнику Ту-104, установленному на привокзальной площади аэропорта Внуково в 1976 году и уничтоженному в апреле 2005 года.
- На месте катастрофы Ту-104А в 2021 году был установлен памятный знак с именами погибших.